# Gerry Mulligan meets Enrico Intra

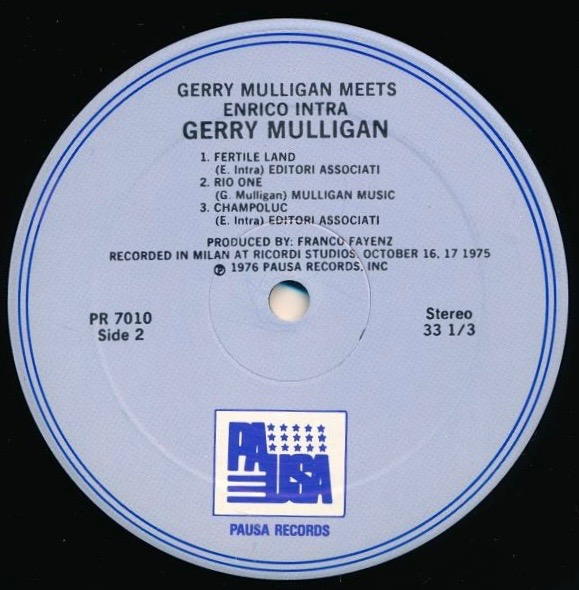

Gerry Mulligan meets Enrico Intra è un album in studio di jazz nato dall'incontro fra Gerry Mulligan ed Enrico Intra, pubblicato nel 1976.

## Descrizione
Gerry Mulligan meets Enrico Intra venne registrato nell'ottobre 1975 negli Studi Ricordi di Milano dal sassofonista statunitense Gerry Mulligan, una delle maggiori personalità del jazz di tutti i tempi,e dal pianista italiano Enrico Intra, musicista tra i più apprezzati in Europa,. con la partecipazione di altri noti jazzisti italiani.
Il disco venne pubblicato nel 1976 dall'etichetta discografica Produttori Associati in formato LP con numero di catalogo PA/LP 60/2.
Si tratta del secondo album registrato da Mulligan in Italia dopo Summit-Reunion Cumbre, realizzato con Astor Piazzolla nel 1974, ed è considerato il disco più rilevante inciso dal sassofonista con una formazione italiana.
Anche in questa occasione (come già in Summit) la sezione ritmica è formata da Pino Presti al basso elettrico e da Tullio De Piscopo alla batteria.
Il disco contiene quattro composizioni, tre scritte da Intra (tra cui la suite Nuova Civiltà, considerata tra le sue opere più importanti, che occupa tutto il lato A) e una, Rio One, scritta da Gerry Mulligan in stile bossa-jazz (la riprenderà nel 1993 con la cantante brasiliana Jane Duboc).
Sempre nel 1976 fu pubblicato anche negli Stati Uniti con l'etichetta Pausa Records (catalogo PR-7010) e in Germania con l'etichetta Teldec Records (catalogo 6.22662 AS).

In un'intervista concessa al giornalista e critico Nat Hentoff, Mulligan manifestò grande soddisfazione per la riuscita dell'album e per la collaborazione puntuale e creativa ricevuta dai musicisti che avevano suonato con lui. 
(Nat Hentoff)

## Tracce
1. Nuova Civiltà – 21:08 (Enrico Intra)
2. Fertile Land – 5:17 (Enrico Intra)
3. Rio One – 4:22 (Gerry Mulligan)
4. Champoluc – 5:18 (Enrico Intra)

## Crediti

### Musicisti
- Gerry Mulligan - sassofono baritono
- Enrico Intra - pianoforte
- Pino Presti - basso elettrico
- Tullio De Piscopo - batteria
- Sergio Farina - chitarra
- Giancarlo Barigozzi - sassofono soprano, flauto

### Personale tecnico
- Franco Fayenz - produttore
- Carlo Martenet - tecnico del suono